# София (Ню Мексико)
Вижте пояснителната страница за други значения на София.
София (на английски: Sofia) е малко българско селище в окръг Юниън, североизточната част на щата Ню Мексико, САЩ.
Географски координати: 36.452°N 103.829°W на надморска височина 1900 m.

## История
София е наречена на столицата на България. Основана е през 1911 г. от Георги Белчев, Димитър и Иван Костадинови и др., които вземат под аренда земя от щатското правителство. Първи на това място се заселва Георги Белчев (1885 – 1980) от Попово (Търговищка област), който става американски гражданин през 1908 г. През 1910 г. взема под аренда 160 акра (около 640 декара) земя в североизточната част на щата Ню Мексико. За да привлече хора, той публикува обява в български вестници, излизащи в Чикаго и Сейнт Луис.
Следващите две години пристигат други българи: Димитър и Иван Костадинови, Ганчо Белчев, Иван Стоянов, Христо Наумов, Коста Димитров, Кольо Илиев, Цочеви, Дойчинови. Основава се земеделска кооперация. През 1912 г. на събрание на жителите е избрано името на колонията. Другите обсъждани имена са били Джорджтаун (на името на Георги Белчев и Георги Коларов) и Търново (на името на столицата на Второто българско царство) Населението бавно расте и колонистите арендуват още земя.
Към края на Първата световна война всяко семейство обработва между 120 и 150 акра (490 – 610 декара). Произвежда се боб, пшеница, царевица, картофи и др. През 1916 колонистите започват да строят семейни къщи. Открита е пощенска станция и няколко магазина. В селището се построява училище. През 1920 г. фермерите стават собственици на земята. Някои от българите продават земята и се връщат в България през 20-те години на ХХ век. През 30-те години на ХХ век железопътна линия достига селището. По време на Голямата депресия (1929 – 1933 г.) землището на София е нападнато от скакалци, което опустошава почти цялата реколта. Много от заселниците напускат София и се връщат в Средния Запад (Охайо и Мичиган). През 30-те години на миналия век първият ни епископ в Северна Америка – Андрей Велички, отслужил в София тържествен молебен.
След Втората световна война селището запада. През 1963 г. е затворено училището. Постепенно останалите българските заселници и техните деца напускат София и се преселват в близкия град Клейтън и други градове на Ню Мексико и Тексас. Някои от техните наследници още поддържат имоти (ранчо) в района на София.